# X. Kurentsir
Nana Kojo X. Kurentsir a ghánai szubnacionális királyság Papagya (Papaja) uralkodója és a dinasztikus Kwakyen Ababio Rend nagymestere.

## Élete
Nana Kojo a Cape Coast Technical School-ban végzett, jelenleg jogot tanul.

## Uralkodása
Nana Koko X. Kurentsirt 2015. december 25-én emelték az Abura Tradicionális Körzetben található Papagyai Királyság trónjára.
A fiatal uralkodó számos fejlesztési projektet indított meglehetősen hátrányos helyzetű királysága társadalmi és gazdasági jólétének előmozdítása érdekében. A Királyság jelenleg egy új könyvtárat épít, hogy elősegítse az oktatás hatékonyságának és az emberek ismereteinek bővítését. A Királyság rendelkezik egy kórházzal, azonban a kórház kicsi, és nem képes ellátni a betegek igényeit. Az uralkodó a kórház bővítése mellett a középiskola felújításáról is intézkedett.
Az uralkodó munkáját külföldi tanácsadók is segítik.

## Tiszteletbeli alattvalók
Annak érdekében, hogy forrásokat szerezzen a királyság fejlesztéséhez az uralkodó tiszteletbeli alattvaló címet adományoz külföldieknek, akik legalább 500 dollárral hozzájárulnak a helyi szociális projektekhez.

## Alkotmányos státusa
Ghána államformája köztársaság, azonban az alkotmány elismeri a tradicionális uralkodók lokális és törzsi szuverenitását, s trónralépésüket a kormányzati szervek hagyják jóvá.